# Cantó de Saint-Laurent-en-Grandvaux
El cantó de Saint-Laurent-en-Grandvaux és un cantó francès del departament del Jura, situat al districte de Saint-Claude. Té 15 municipis i el cap és Saint-Laurent-en-Grandvaux.

## Municipis
- Bonlieu
- Chaux-des-Prés
- Château-des-Prés
- Denezières
- Fort-du-Plasne
- Grande-Rivière
- La Chaumusse
- La Chaux-du-Dombief
- Lac-des-Rouges-Truites
- Les Piards
- Prénovel
- Saint-Laurent-en-Grandvaux
- Saint-Maurice-Crillat
- Saint-Pierre
- Saugeot

## Història
| Data d'elecció                           | Identitat           | Partit                       | Qualitat |
| ---------------------------------------- | ------------------- | ---------------------------- | -------- |
| 1945-198.                                | Gilbert Bouvet      | RGR, després RI, després RPR |          |
| 198.-1994                                | Georges Michaud     | UDF, després divers droite   |          |
| 1994-2008                                | Denis Bailly-Maître | RPR                          |          |
| 2008-                                    | Esio Perati         | Divers gauche                |          |
| les dades anteriors no són pas conegudes |                     |                              |          |
|                                          |                     |                              |          |